# Giovanni Battista Guadagnini
Giovanni Battista Guadagnini (eller G. B. Guadagnini; Giambattista Guadagnini), född 23 juni 1711 i Borgonovo, Val Tidone, Italien, död 18 september 1786 i Turin, var en italiensk fiolbyggare och ansedd som en av de bästa tillverkarna av stränginstrument någonsin. Han tillverkade instrument i fyra städer - Piacenza, Milano, Parma och Turin, vilka används för att klassificera instrumenten. De som gjordes i Turin anses vara de bästa och uppnår också de högsta priserna.

## Personer som har använt eller som använder Guadagniniinstrument
Violinister
| Violinist               | Datum, tillverkningsplats | Instrumentnamn      | Kommentarer | Referenser                                                                |
| ----------------------- | ------------------------- | ------------------- | --- | ------------------------------------------------------------------------- |
| Riccardo Brengola       | 1747, Piacenza            | "Contessa Crespi"   | |                                                                           |
| Goran Končar            | 1753, Milan               |                     | |                                                                           |
| Michał Kowalkowski      | 1753                      | "Gucio"             | |                                                                           |
| Adolf Brodsky           | 1751, Milan               | ex-Brodsky          | |                                                                           |
| Amaury Coeytaux         | 1773                      |                     | |                                                                           |
| Roman Simovic           | 1752                      |                     | På lån från Jonathan Moulds |                                                                           |
|                         | 1752                      | ex-Kneisel          | |                                                                           |
| Zakhar Bron             | 1757, Milan               |                     | |                                                                           |
| Andrew Dawes            | 1770, Parma               |                     | |                                                                           |
| Julia Fischer           | 1750                      |                     | |                                                                           |
| Felix Ayo               | 1744                      |                     | |                                                                           |
| David Halen             | 1753                      |                     | |                                                                           |
| Carl Flesch             |                           | ex-Henri Vieuxtemps | |                                                                           |
| David Garrett           | 1772                      |                     | I december 2007 föll Garrett efter ett framträdande och förstörde sin Guadagnini som han fyra år tidigare köpt för 1 miljon amerikanska dollar. |                                                                           |
| David Greed             | 1757                      |                     | Ägs av Yorkshire Guadagini 1757 Syndicate. |                                                                           |
| Arthur Grumiaux         |                           | ex-Grumiaux         | |                                                                           |
| Willy Hess              | 1740s                     |                     | |                                                                           |
| Joseph Joachim          | 1767, Parma               | ex-Joachim          | |                                                                           |
| Ida Kavafian            | 1751                      |                     | |                                                                           |
| David Kim               | 1757                      |                     | På lån från Philadelphia Orchestra |                                                                           |
| Manfred Leverkus        | 1752                      | ex-Kneisel          | stolen in 2004 |                                                                           |
| Mikhail Kopelman        | 1773                      |                     | |                                                                           |
| Jan Kubelik             | 1750                      | ex-Kubelik          | |                                                                           |
| Pekka Kuusisto          | 1752                      |                     | |                                                                           |
| Wayne Lin               | 1779, Turin               |                     | |                                                                           |
| Tasmin Little           | 1757                      |                     | |                                                                           |
| Haldon Martinson        | 1750                      |                     | Används i Boston Symphony Orchestra |                                                                           |
| Viktoria Mullova        | 1750                      |                     | |                                                                           |
| Linda Rosenthal         | 1772, Turin               |                     | |                                                                           |
| Leon Sametini           |                           | ex-Sametini         | |                                                                           |
| Yvonne Smeulers         | 1785                      |                     | |                                                                           |
| Lara St. John           | 1779                      | Salabue             | Kallades "the Resurrection" av St. John |                                                                           |
| Henri Temianka          | 1752                      |                     | Byggd efter Petro Guarnerius modell. | [Certificate of Joseph Vedral, violinmaker, Holland, 28th September 1929] |
| Stephanie Sant’Ambrogio | 1757                      |                     | |                                                                           |
| Lyndon Johnston Taylor  | 1777                      |                     | |                                                                           |
| Vanessa-Mae             | 1761                      | "Gizmo"             | |                                                                           |
| Henri Vieuxtemps        |                           | ex-Henri Vieuxtemps | |                                                                           |
| Henryk Wieniawski       | 1750                      | ex-Wieniawski       | |                                                                           |
| Eugène Ysaÿe            | 1774                      | ex-Eugène Ysaÿe     | |                                                                           |
| Sini-Maaria Simonen     | 1760                      |                     | På lån från Finnish Cultural Foundation |                                                                           |
| Jack Liebeck            | 1785                      | ex-Wilhelmj         | |                                                                           |

Fiolspelare
- Li-Kuo Chang spelar 'ex-Vieuxtemps' G.B. Guadagnini-fiol, Parma c.1768 [3][4]
- Geraldine Walther spelar på en G.B. Guadagnini-fiol, Turin 1774 [5]

Cellister
- Natalie Clein spelar en "Simpson"-Guadagninicello (1777) [6]
- David Geringas spelar en G.B. Guadagnini-cello från 1761 [7]
- Maxine Neuman spelar en Guadagnini från 1772 [8]
- Han-na Chang spelar en cello tillverkad i Milan 1757
- Gilberto Munguia spelar en G.B. Guadagnini-cello (1748)
- Sol Gabetta spelar en G.B. Guadagnini-cello (1759)